# Robert Slippens
Robert Slippens (Opmeer, 3 de mayo de 1975) es un deportista neerlandés que compitió en ciclismo en las modalidades de pista, especialista en la prueba de madison, y ruta.
Ganó tres medallas en el Campeonato Mundial de Ciclismo en Pista, en los años 2004 y 2005, y dos medallas en el Campeonato Europeo de Madison, oro en 2002 y plata en 2001.
Participó en cuatro Juegos Olímpicos de Verano, entre los años 1996 y 2008, en Sídney 2000 obtuvo el séptimo lugar en persecución por equipos y el octavo en madison, y en Pekín 2008 el quinto lugar en persecución por equipos.

## Medallero internacional
| Campeonato Mundial | Campeonato Mundial            | Campeonato Mundial | Campeonato Mundial |
| Año                | Lugar                         | Medalla            | Competición        |
| ------------------ | ----------------------------- | ------------------ | ------------------ |
| 2004               | Melbourne ( Australia)        | Medalla de plata   | Scratch            |
| 2004               | Melbourne ( Australia)        | Medalla de bronce  | Madison            |
| 2005               | Los Ángeles ( Estados Unidos) | Medalla de plata   | Madison            |
| Campeonato Europeo |                               |                    |                    |
| Año                | Lugar                         | Medalla            | Competición        |
| 2002               | Ámsterdam ( Países Bajos)     | Medalla de oro     | Madison            |
| 2003               | Ámsterdam ( Países Bajos)     | Medalla de plata   | Madison            |

1. 1 2  Campeonato Europeo realizado sólo para la disciplina de madison.

## Palmarés
- 1995
  - Campeón de Europa sub-23 en Velocidad por equipos (con Dirk-Jan Van Hameren y Rene Vink)
- 1996
  - Campeón de los Países Bajos de Kilómetro
- 1997
  - Campeón de los Países Bajos de Kilómetro
- 1998
  - Campeón de los Países Bajos de Kilómetro
- 1999
  - Campeón de los Países Bajos de Kilómetro
- 2000
  - Campeón de los Países Bajos de Madison (con Danny Stam)
  - Campeón de los Países Bajos en Scratch 
  - Campeón de los Países Bajos de Kilómetro 
  - Campeón de los Países Bajos en persecución
- 2001
  - Campeón de los Países Bajos en puntuación 
  - Campeón de los Países Bajos en persecución
- 2002
  - Campeón de Europa de Madison (con Danny Stam)
  - Campeón de los Países Bajos en persecución
- 2003
  - 1.º en los Seis días de Ámsterdam (con Danny Stam)
  - 1.º en los Seis días de Bremen (con Danny Stam)
- 2004
  - Campeón de los Países Bajos de Madison (con Danny Stam) 
  - 1.º en los Seis días de Ámsterdam (con Danny Stam)
  - 1.º en los Seis días de Gante (con Danny Stam)
- 2005
  - 1.º en los Seis días de Róterdam (con Danny Stam)
- 2006
  - 1.º en los Seis días de Bremen (con Danny Stam)
  - 1.º en los Seis días de Róterdam (con Danny Stam)
  - 1.º en los Seis días de Berlín (con Danny Stam)
  - 1.º en los Seis días de Copenhague (con Danny Stam)
- 2008
  - 1.º en los Seis días de Ámsterdam (con Danny Stam)
  - 1.º en los Seis días de Zuidlaren (con Danny Stam)

### Resultados a la Copa del Mundo
- 2002
  - 1.º en Sídney, en Scratch
- 2003
  - 1.º en Moscú, en Scratch
- 2004
  - 1.º en Sídney, en Scratch